# Orario di lavoro

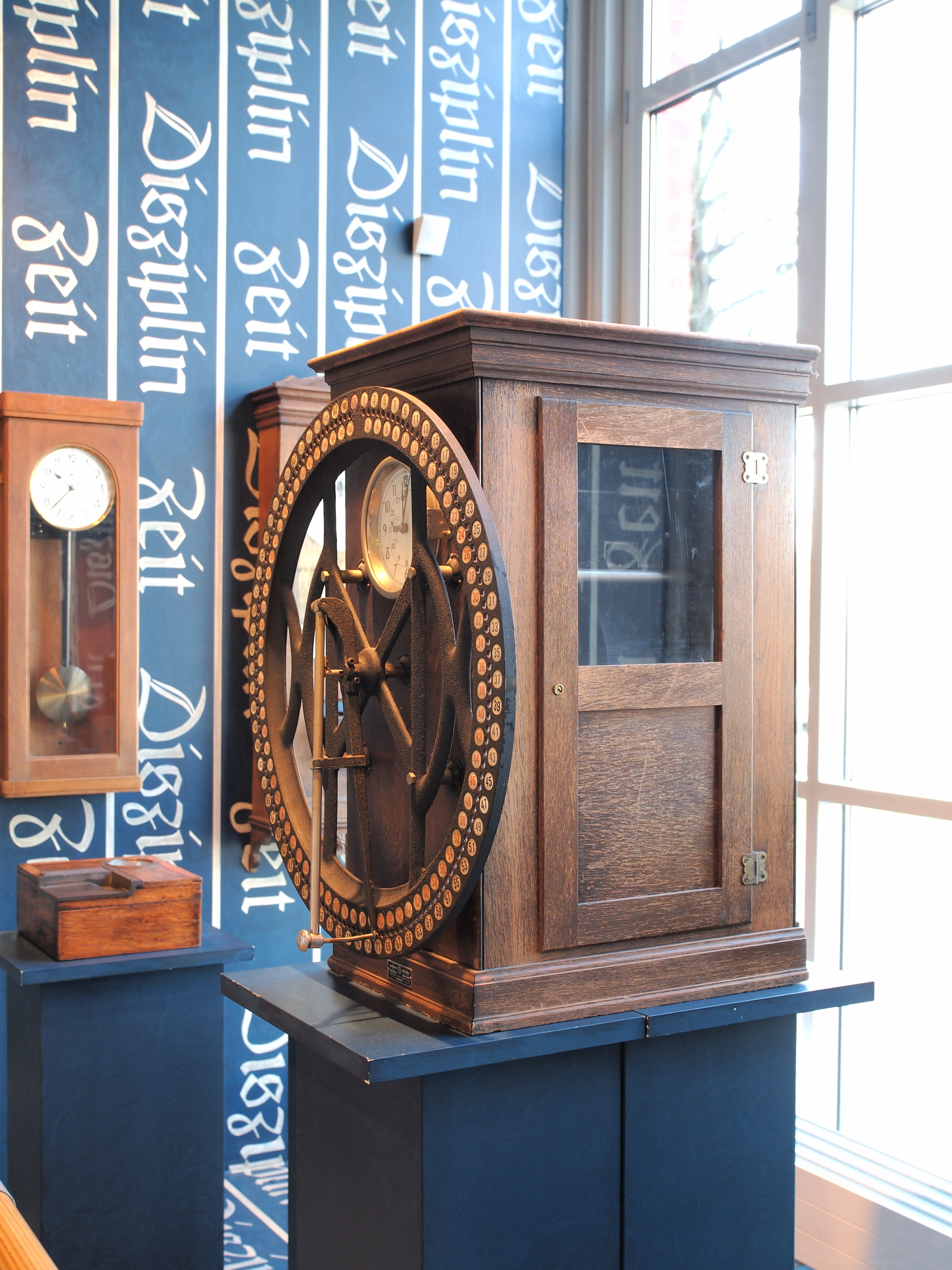
Registrazione meccanica dell'orario di lavoro tramite orologio

L'orario di lavoro è il periodo di tempo che una persona dedica al lavoro retribuito. Il lavoro non retribuito come le faccende domestiche personali, la cura dei bambini o degli animali domestici non sono considerati parte della settimana lavorativa.

## Sinossi generale
Molti Stati del mondo regolano la settimana lavorativa nel proprio sistema del diritto del lavoro, stabilendo periodi minimi di riposo giornaliero, ferie annuali e un numero massimo di ore lavorative settimanali. L'orario di lavoro può variare da persona a persona, spesso a seconda delle condizioni economiche, dell'ubicazione, della cultura, della scelta dello stile di vita e della redditività dei mezzi di sussistenza dell'individuo. Ad esempio, chi ha bambini e paga un mutuo potrebbe dover lavorare di più per coprire le spese primarie rispetto a qualcuno con la stessa capacità di guadagno e costi di alloggio inferiori. Nei paesi sviluppati come il Regno Unito, alcuni lavoratori scelgono il part-time perché non sono in grado di trovare un lavoro a tempo pieno, ma molti scelgono orari di lavoro ridotti per prendersi cura dei bambini o di altre famiglie; alcuni lo scelgono semplicemente per aumentare il tempo libero.

## Norme internazionali

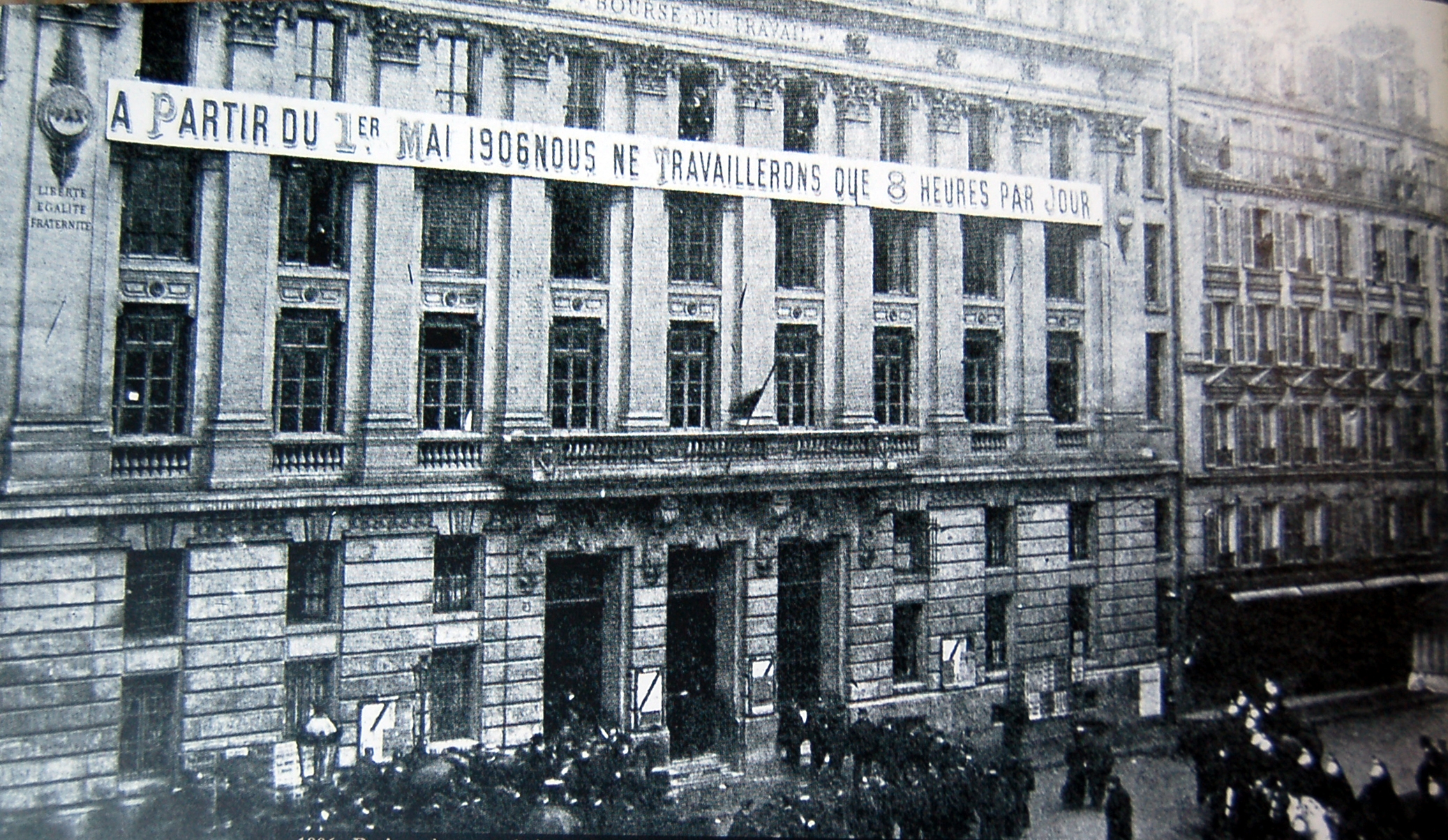
Sciopero per le otto ore a Parigi, 1906

### La Convenzione ILO sull'orario di lavoro
La prima convenzione approvata dall'International Labour Organization riguarda la limitazione dell'orario di lavoro dipendente (Hours of Work (Industry) Convention, 1919 (No. 1)).
Ad eccezione delle sole posizioni manageriali e di supervisione, la Convenzione (art. 2) impone nel settore pubblico e privato un doppio limite massimo alle ore lavorate, tassativo e inderogabile: 8 ore giornaliere e 48 ore settimanali. Solo in presenza di un accordo sindacale, il limite può essere derogato al un massimo di un'ora giornaliera "a recupero", laddove in alcuni giorni si lavori meno di otto ore. In ogni caso, la media di ore, rilevata nell'arco di 3 settimane consecutive, di lavoro deve essere pari a 8 ore al giorno e 48 ore a settimana, con il vincolo di un massimo di 9 ore al giorno.
Altre eccezioni sono: lavoro urgente alle macchine utensili, cause di forza maggiore, lavorazione continue di processo (es. altoforno).
Sottoscritta nel 1921, la Convenzione non è mai stata emendata ed è tuttora vigente. Diversamente da altri protocolli della ILO in materie analoghe, come la Convenzione inerente al lavoro forzato minorile del 2014, il Parlamento Europeo non ha mai recepito la Convenzione in una Direttiva né ha autorizzato gli Stati membri a ratificare la convenzione, rendendola legalmente vincolante.
Vari Paesi europei non hanno più questa Convenzione in forza. Aderiscono soltanto: Belgio, Bulgaria, Grecia, Lituania, Lussemburgo, Malta, Romania, Slovacchia, Spagna, Portogallo.

### Le novità delle Direttive UE n. 93/104/CE, 2000/34/CE e 2003/88/CE
Il decreto n.66/2003, in attuazione delle Direttive citate, ha modificato la precedente normativa del '23 apportando notevoli cambiamenti, abrogando tutti i limiti alle ore di straordinario giornaliero, settimanale, annuale. Ha introdotto il concetto di orario medio, in base al quale il datore deve pagare la maggiorazione per lavoro straordinario, oltre un certo monte ore per periodo, non più per tutte le ore che superano le 8 giornaliere, introducendo per la prima volta il concetto di pausa giornaliera.
Superando la nozione di orario medio, la più recente Direttiva 2003/88/CE dispone che:
- CAPO 2 ART 3: “Gli Stati membri prendono le misure necessarie affinché ogni lavoratore benefici, nel corso di ogni periodo di 24 ore, di un periodo minimo di riposo di 11 ore consecutive.”
- CAPO 2 ART 5: “Gli Stati membri prendono le misure necessarie affinché ogni lavoratore benefici, per ogni periodo di 7 giorni, di un periodo minimo di riposo ininterrotto di 24 ore a cui si sommano le 11 ore di riposo giornaliero previste all'articolo 3.” In base all'art. 16, “gli Stati membri possono prevedere per l'applicazione dell'articolo 5 (riposo settimanale), un periodo di riferimento non superiore a 14 giorni”;
- Capo 2 ART 6: ” (…) in funzione degli imperativi di protezione della sicurezza e della salute dei lavoratori: la durata media dell'orario di lavoro per ogni periodo di 7 giorni non deve superare le 48 ore, comprese le ore di lavoro straordinario.”
- CAPO 2 Art.8: “Gli Stati membri prendono le misure necessarie affinché (…) i lavoratori notturni il cui lavoro comporta rischi particolari o rilevanti tensioni fisiche o mentali non lavorino più di 8 ore nel corso di un periodo di 24 ore ”

## Disciplina giuridica nel mondo

Ore medie lavorate per anno nei diversi paesi nel 2017

### Italia
Per lungo tempo la disciplina sull'orario di lavoro è stata dettata dal regio decreto del 10 settembre 1923, n. 1955 e dal regio decreto legge 15 marzo 1923 n. 692, convertito in legge 17 aprile 1925 n. 473, che fissava in 8 ore giornaliere e 48 ore settimanali il tetto massimo di esigibilità del lavoro. Lo stesso provvedimento si preoccupava di fissare dei limiti anche al lavoro straordinario, rispettivamente in 2 ore giornaliere e 12 ore settimanali.
Il 29 maggio 1937, attraverso il Regio Decreto-Legge n. 1768 (convertito in legge il 13 gennaio 1938), la settimana lavorativa fu ulteriormente ridotta a 40 ore, con una conseguente riduzione del salario (già nel 1934, la settimana ridotta era stata introdotta per alcuni settori lavorativi, ma fu sospesa nel 1936, dovendo far fronte alle sanzioni economiche per la guerra in Etiopia). Nel 1940, per via delle spese belliche che l'Italia avrebbe affrontato, a causa dell'entrata in guerra, fu emanata la legge n. 1109 del 16 Luglio, che provocò il ritorno in vigore del limite settimanale di 48 ore lavorative. L'art. 2107 del codice civile italiano, a sua volta, fa rinvio a leggi speciali e alla contrattazione collettiva la determinazione temporale della giornata e della settimana lavorativa.
Dopo la nascita della Repubblica Italiana la Costituzione non fornì alcuna definizione di orario di lavoro né pone limiti, l'art. 36 comma 2 si limita a rinviare alla legge la fissazione di un tetto massimo di durata giornaliera. La legge 24 giugno 1997, n. 196, seguendo le linee guida tracciate dalla prassi della contrattazione collettiva, ha posto un tetto all'orario settimanale di lavoro di massimo di n. 40 ore settimanali ed in n. 8 giornaliere.
Il decreto legislativo 8 aprile 2003, n. 66, emanato in attuazione delle direttive dell'unione europea n. 93/104/CE e 2000/34/CE, ha abrogato parte della legge 196/1997 nonché apportato significative modifiche alla disciplina generale dell'orario di lavoro. Ai sensi della predetta norma, l'orario è definito come:
(d.lgs. 8 aprile 2003 n. 66, art. 1, comma 2, lett. a)
Il disegno di legge n. 1167-B del 2010 convertito in legge 4 novembre 2010 n. 183 (cosiddetto collegato lavoro) ha introdotto alcune novità, snellendo tra l'altro notevolmente il regime sanzionatorio per alcune attività lavorative.

#### Soggetti destinatari
Esso trova applicazione generale per tutti i tipi di contratti lavorativi, compreso il settore pubblico nonché apprendisti maggiorenni, con alcune eccezioni relative al lavoro di:
- gente di mare di cui alla direttiva 1999/63/CE;
- personale di volo d'aviazione civile di cui alla direttiva 2000/79/CE;
- personale scolastico;
- lavoratori minorenni;
- Corpo Nazionale dei Vigili del Fuoco;
- forze armate italiane;
- forze di polizia italiane;

Sono inoltre esclusi i lavoratori il cui orario di lavoro, a causa dell'attività lavorativa svolta, non è predeterminato, o è lasciato alla determinazione del lavoratore:
- dirigenti
- personale direttivo di aziende
- personale avente potere decisionale autonomo
- personale addetto alla manodopera familiare (lavoro domestico)
- lavoratori nel settore liturgico
- lavoro a domicilio
- telelavoro

I lavoratori a bordo di navi da pesca marittime godono di un regime differenziato, come sancito dall'art. 18 del d.lgs. 66/2003.
In questi casi la durata di lavoro media è di 48 ore settimanali calcolate su un periodo di riferimento di un anno. Il numero massimo consentito a bordo è di 14 ore riferito ad una giornata lavorativa o in alternativa di 72 ore settimanali. L'orario di riposo deve essere di non meno 10 ore riferito ad una giornata lavorativa o in alternativa di 77 ore settimanali.

#### Definizione di settimana lavorativa
Non esiste una nozione rigida di settimana lavorativa, pertanto è da considerare tale ogni periodo di sette giorni. I datori di lavoro hanno la facoltà di far decorrere la settimana stessa a partire da qualsiasi giorno, oppure di considerare settimana lavorativa quella stabilita dal calendario - dal lunedì alla domenica.
Generalmente l'ampiezza della settimana è disciplinata dai CCNL di categoria.

#### Articolazione dell'orario di lavoro giornaliero
Nella nuova legge non viene definito esplicitamente il limite massimo della durata del lavoro giornaliero, bensì solo di quello settimanale. Viene posto un limite massimo all'orario di lavoro giornaliero, 12 ore complessive, derivanti da un vincolo da rispettare per ogni giorno di lavoro diventano una media riferita a un periodo di 4 mesi.

Il limite giornaliero, comprensivo di straordinari, si deduce solo indirettamente, in base all'art. 7 che stabilisce che «il lavoratore ha diritto a undici ore di riposo consecutivo ogni 24 ore».

#### Deroghe al limite di 13 ore giornaliere
Nemmeno il limite di 13 ore è tassativo. La contrattazione collettiva o aziendale, il Ministro per decreto possono derogare il limite giornaliero di 13 ore, purché sia compensato da un orario inferiore nelle settimane successive o da riposi compensativi (art. 17).
La previsione di tale deroga configurerebbe secondo alcuni una palese violazione del 2º comma dell'art 36 Costituzione, il quale attribuisce alla legge il compito di stabilire la durata massima della giornata, oltre a non essere previsto nella Direttiva 2003/88/Ce che prevede (art. 16) un periodo di riferimento per il riposo settimanale (14 giorni) e la durata massima settimanale (48 ore medie in 4 mesi), mentre resta tassativo e inderogabile (non sulla base di una media in un periodo di riferimento) il limite delle ore giornaliere.

#### Eccezioni
L'art. 16 del d.lgs. nº 66/2003 prevede espressamente che la disciplina sull'orario settimanale non si applichi nei seguenti casi:
- le fattispecie previste dall'articolo 4 del regio decreto-legge 15 marzo 1923 nº 692 e successive modifiche;
- le fattispecie di cui al regio decreto 10 settembre 1923, nº 1957, e successive modifiche, alle condizioni ivi previste, e le fattispecie di cui agli articoli 8 e 10 del regio decreto 10 settembre 1923, nº 1955;
- le industrie di ricerca e coltivazione di idrocarburi, sia in mare che in terra, di posa di condotte ed installazione in mare;
- le occupazioni che richiedono un lavoro discontinuo o di semplice attesa o custodia elencate nella tabella approvata con regio decreto 6 dicembre 1923, nº 2657, e successive modificazioni ed integrazioni, alle condizioni ivi previste;
- i commessi viaggiatori o piazzisti;
- il personale viaggiante dei servizi pubblici di trasporto per via terrestre;
- gli operai agricoli a tempo determinato;
- i giornalisti professionisti, praticanti e pubblicisti dipendenti da aziende editrici di giornali, periodici e agenzie di stampa, nonché quelli dipendenti da aziende pubbliche e private esercenti servizi radiotelevisivi;
- il personale poligrafico, operai ed impiegati, addetto alle attività di composizione, stampa e spedizione di quotidiani e settimanali, di documenti necessari al funzionamento degli organi legislativi e amministrativi nazionali e locali, nonché alle attività produttive delle agenzie di stampa;
- il personale addetto ai servizi di informazione radiotelevisiva gestiti da aziende pubbliche e private;
- i lavori di cui all'articolo 1 della legge 20 aprile 1978, nº 154, e all'articolo 2 della legge 13 luglio 1966, nº 559;
- le prestazioni rese da personale addetto alle aree operative, per assicurare la continuità del servizio, nei settori appresso indicati:

1. personale dipendente da imprese concessionarie di servizi nei settori delle poste, delle autostrade, dei servizi portuali ed aeroportuali, nonché personale dipendente da imprese che gestiscono servizi pubblici di trasporto e da imprese esercenti servizi di telecomunicazione;
2. personale dipendente da aziende pubbliche e private di produzione, trasformazione, distribuzione, trattamento ed erogazione di energia elettrica, gas, calore ed acqua;
3. personale dipendente da quelle di raccolta, trattamento, smaltimento e trasporto di rifiuti solidi urbani;
4. personale addetto ai servizi funebri e cimiteriali limitatamente ai casi in cui il servizio stesso sia richiesto dall'autorità giudiziaria, sanitaria o di pubblica sicurezza;

- personale dipendente da gestori di impianti di distribuzione di carburante non autostradali;
- personale non impiegatizio dipendente da stabilimenti balneari, marini, fluviali, lacuali e piscinali.

#### Orario normale di lavoro
Il decreto, riprendendo l'approccio di cui alla legge n. 196/1997, definisce orario normale il limite delle 40 ore settimanali sancito da quest'ultimo provvedimento. Il decreto rimette alla contrattazione collettiva la possibilità, sulla scorta della direttiva 93/104/CE e successiva modifica 2000/34/CE, apportare delle variazioni all'orario settimanale di lavoro (cosiddetto orario multiperiodale) rapportandolo a una durata media in relazione a un periodo predeterminato non superiore all'anno.

È inoltre consentito alla contrattazione, in base all'art. 4 del d.lgs. 66/2003, di fissare una durata massima dell'orario di lavoro purché non superiore alle 48 ore settimanali (comprensive di straordinario) in relazione ad un periodo non superiore a 4 mesi (periodo che può essere innalzato fino a 6 mesi o fino a 12 mesi se sussistono ragioni obiettive, tecniche o inerenti all'organizzazione del lavoro). Il superamento della soglia delle 48 ore obbliga il datore di lavoro di unità produttive che occupano più di 10 dipendenti, a informare tempestivamente la direzione provinciale del lavoro.
L'orario normale di lavoro retribuito include anche i tempi di vestizione e svestizione degli indumenti da lavoro (cosiddetto tempo-tuta), nonché il tempo di percorrenza dallo spogliatoio al luogo di lavoro.

#### Pausa giornaliera
Il decreto legislativo n. 66/2003 ha introdotto l'obbligo di pausa sull'orario di lavoro giornaliero, qualora l'orario di lavoro ecceda le sei ore, ai fini del recupero delle energie psicofisiche e della eventuale consumazione del pasto anche al fine di attenuare il lavoro monotono e ripetitivo, lasciando però la durata e le modalità di fruizione alle determinazioni dei contratti collettivi nazionali di lavoro.
Il decreto inoltre dispone che, in difetto di una disciplina da parte dei C.C.N.L., al lavoratore debba comunque essere concessa una pausa, anche sul posto di lavoro, tra l'inizio e la fine di ogni periodo giornaliero di lavoro, di durata non inferiore a dieci minuti, la cui collocazione debba tener conto delle esigenze tecniche del processo lavorativo.
Il testo unico sulla sicurezza nei luoghi di lavoro prevede per tutti i lavoratori che operino a un terminale un intervallo di 15 minuti ogni 120 di "applicazione continua al videoterminale" (la disposizione riguarda quindi i cosiddetti videoterminalisti di cui al d.lgs. 626/1994) da dedicare ad attività non legate al terminale stesso, salvo diversa disposizione della contrattazione collettiva più favorevole per il lavoratore.

Le violazioni in caso di mancata tutela della salute del lavoratore sono punite con un'ammenda e un arresto minimo di tre mesi.

#### Il lavoro straordinario
Il lavoro straordinario è un orario di lavoro extra che si svolge oltre l'orario regolare. Viene tutelato in vari modi a seconda del paese.

## Dati statistici

### Rapporto con la produttività

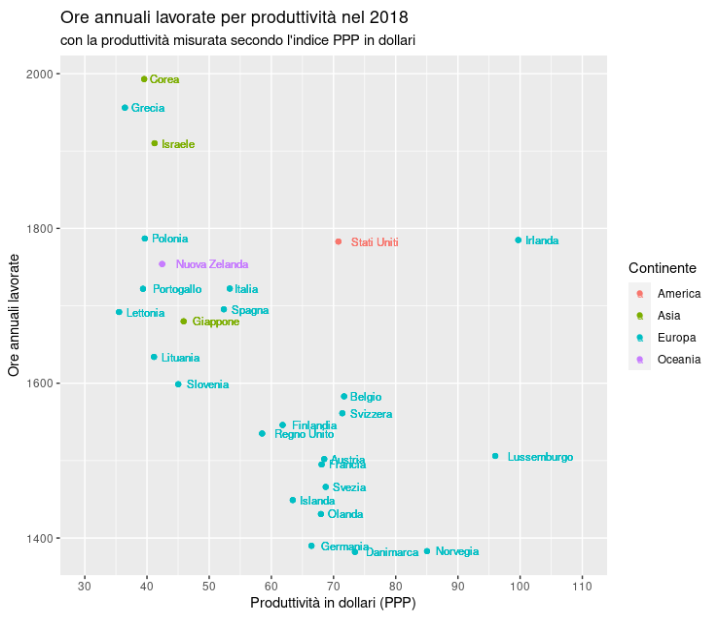
Fonti: https://data.oecd.org/lprdty/gdp-per-hour-worked.htm https://data.oecd.org/emp/hours-worked.htm

Le ore annuali di lavoro sono inversamente correlate alla produttività misurata secondo l'indice PPP (Parità di potere d'acquisto) in dollari, essendo l'Indice di correlazione di Pearson pari a -72,95% nel 2018. Maggiore il numero di ore lavorate e minore la produttività. Non è tuttavia chiara la causalità.
In particolare dal grafico si nota che paesi come Corea, Grecia e Israele nonostante abbiano un numero annuale di ore lavorate molto alto (1900-2000 ore annue), hanno però una scarsa produttività (35-40 dollari).
Paesi come l'Italia, la Spagna, la Polonia, la Nuova Zelanda nonostante lavorino un po' meno (1700-1800 ore annue) hanno una produttività leggermente superiore (40-50 dollari).
Invece paesi come Germania, Danimarca, Norvegia, Olanda, Islanda, Svezia che lavorano molto meno (1400-1500 ore) hanno una produttività molto più alta (70-90 dollari).
Infine il Lussemburgo con 1500 ore lavorative annue ha una produttività di 95 dollari, mentre l'Irlanda con quasi 1800 ore lavorative ha una produttività di 100 dollari.

### Settimana corta
Nel 2022 si è concluso nel Regno Unito lo studio sulla settimana corta (4 giorni e 32 ore lavorative, stipendio invariato) più esteso a livello mondiale. Su un campione di 61 aziende e 2.900 lavoratori, si è registrato un calo del 57% delle uscite di personale, una riduzione dei due terzi delle assenze per malattia, una riduzione dello stress percepito pari al 30% e un generale aumento della produttività. 57 aziende del panel di riferimento hanno deciso di stabilizzare al proprio interno la nuova modalità organizzativa.

### Tendenze nel tempo

Ore medie annue effettivamente lavorate per lavoratore nei paesi OCSE dal 1970 al 2020.

## Ore medie annue per lavoratore

### Classifica OCSE
| Rango | Paese           | 2021  | 2020  | 2019  | 2018  | 2017  | 2011  | 1991  | 1981  | 1971  | 1961  | 1951  |       |
| ----- | --------------- | ----- | ----- | ----- | ----- | ----- | ----- | ----- | ----- | ----- | ----- | ----- | ----- |
| 1     | Germania        | 1.349 | 1.324 | 1.382 | 1.385 | 1.389 | 1.427 | 1.458 | 1.554 | ...   | ...   | ...   | ...   |
| 2     | Danimarca       | 1.363 | 1.342 | 1.371 | 1.381 | 1.404 | 1.437 | 1.469 | 1.437 | 1.546 | 1.810 | ...   | ...   |
| 3     | Lussemburgo     | 1.382 | 1.420 | 1.507 | 1.509 | 1.508 | 1.520 | 1.593 | ...   | ...   | ...   | ...   | ...   |
| 4     | Olanda          | 1.417 | 1.407 | 1.439 | 1.436 | 1.437 | 1.420 | 1.454 | 1.444 | 1.556 | 1.777 | ...   | ...   |
| 5     | Norvegia        | 1.427 | 1.411 | 1.419 | 1.419 | 1.420 | 1.435 | 1.424 | 1.490 | 1.561 | 1.798 | ...   | ...   |
| 6     | Islanda         | 1.433 | 1.446 | 1.480 | 1.496 | 1.507 | 1.538 | 1.707 | 1.668 | 1.681 | 1.916 | ...   | ...   |
| 7     | Austria         | 1.442 | 1.401 | 1.509 | 1.502 | 1.498 | 1.557 | 1.663 | ...   | ...   | ...   | ...   | ...   |
| 8     | Svezia          | 1.444 | 1.426 | 1.453 | 1.466 | 1.467 | 1.484 | 1.465 | 1.408 | 1.372 | 1.534 | 1.717 | 1.813 |
| 9     | Francia         | 1.490 | 1.407 | 1.518 | 1.514 | 1.508 | 1.546 | 1.538 | 1.638 | 1.786 | 1.990 | 2.165 | 2.360 |
| 10    | Belgio          | 1.493 | 1.443 | 1.577 | 1.580 | 1.578 | 1.590 | 1.581 | 1.626 | 1.683 | 1.873 | ...   | ...   |
| 11    | Gran Bretagna   | 1.497 | 1.364 | 1.537 | 1.536 | 1.536 | 1.515 | 1.563 | 1.615 | 1.567 | 1.740 | ...   | ...   |
| 12    | Finlandia       | 1.518 | 1.529 | 1.538 | 1.546 | 1.549 | 1.578 | 1.636 | 1.652 | 1.726 | 1.884 | 1.966 | ...   |
| 13    | Svizzera        | 1.533 | 1.498 | 1.549 | 1.551 | 1.559 | 1.608 | 1.673 | 1.718 | ...   | ...   | ...   | ...   |
| 14    | UE27            | 1.566 | 1.512 | 1.594 | 1.598 | 1.599 | 1.632 | 1.667 | ...   | ...   | ...   | ...   | ...   |
| 15    | Turchia         | ...   | 1.572 | 1.732 | 1.745 | 1.775 | 1.864 | 1.942 | 1.870 | 1.950 | 2.077 | ...   | ...   |
| 16    | Slovacchia      | 1.583 | 1.572 | 1.692 | 1.704 | 1.714 | 1.793 | 1.801 | ...   | ...   | ...   | ...   | ...   |
| 17    | Slovenia        | 1.596 | 1.534 | 1.602 | 1.599 | 1.622 | 1.663 | 1.696 | ...   | ...   | ...   | ...   | ...   |
| 18    | Lettonia        | 1.601 | 1.577 | 1.631 | 1.661 | 1.650 | 1.707 | 1.873 | ...   | ...   | ...   | ...   | ...   |
| 19    | Giappone        | 1.607 | 1.598 | 1.644 | 1.680 | 1.709 | 1.728 | 1.809 | 1.998 | 2.106 | 2.239 | ...   | ...   |
| 20    | Bulgaria        | 1.619 | 1.605 | 1.645 | 1.645 | 1.643 | 1.644 | 1.652 | ...   | ...   | ...   | ...   | ...   |
| 21    | Lituania        | 1.620 | 1.595 | 1.665 | 1.664 | 1.657 | 1.674 | 1.617 | ...   | ...   | ...   | ...   | ...   |
| 22    | Spagna          | 1.641 | 1.570 | 1.683 | 1.698 | 1.692 | 1.711 | 1.762 | 1.772 | 1.902 | ...   | ...   | ...   |
| 23    | Portogallo      | 1.649 | 1.611 | 1.744 | 1.738 | 1.727 | 1.724 | 1.755 | 1.739 | 1.838 | 1.951 | ...   | ...   |
| 24    | Italia          | 1.669 | 1.554 | 1.710 | 1.719 | 1.719 | 1.773 | 1.838 | ...   | ...   | ...   | ...   | ...   |
| 25    | Canada          | 1.685 | 1.644 | 1.690 | 1.708 | 1.695 | 1.713 | 1.774 | 1.775 | 1.812 | 1.912 | 2.059 | ...   |
| 26    | Australia       | 1.694 | 1.683 | 1.722 | 1.733 | 1.738 | 1.774 | 1.829 | 1.854 | ...   | ...   | ...   | ...   |
| 27    | Ungheria        | 1.697 | 1.657 | 1.722 | 1.730 | 1.747 | 1.754 | 1.898 | 2.048 | 2.347 | ...   | ...   | ...   |
| 28    | OCSE            | 1.716 | 1.668 | 1.742 | 1.753 | 1.757 | 1.772 | 1.811 | 1.852 | 1.885 | 1.960 | ...   | ...   |
| 29    | Nuova Zelanda   | 1.730 | 1.739 | 1.783 | 1.759 | 1.756 | 1.746 | 1.825 | 1.792 | ...   | ...   | ...   | ...   |
| 30    | Cipro           | 1.745 | 1.701 | 1.809 | 1.809 | 1.821 | 1.847 | 1.951 | ...   | ...   | ...   | ...   | ...   |
| 31    | Israele         | 1.753 | 1.783 | 1.898 | 1.910 | 1.918 | 1.947 | 1.996 | 1.897 | 1.966 | ...   | ...   | ...   |
| 32    | Repubblica Ceca | 1.753 | 1.704 | 1.786 | 1.785 | 1.776 | 1.805 | 1.823 | ...   | ...   | ...   | ...   | ...   |
| 33    | Estonia         | 1.767 | 1.637 | 1.694 | 1.707 | 1.768 | 1.827 | 1.877 | ...   | ...   | ...   | ...   | ...   |
| 34    | Irlanda         | 1.775 | 1.746 | 1.771 | 1.782 | 1.775 | 1.737 | 1.924 | 2.046 | 2.091 | 2.318 | ...   | ...   |
| 35    | Stati Uniti     | 1.791 | 1.767 | 1.777 | 1.782 | 1.778 | 1.778 | 1.811 | 1.823 | 1.812 | 1.894 | 1.941 | 1.987 |
| 36    | Polonia         | 1.830 | 1.769 | 1.783 | 1.787 | 1.812 | 1.824 | 1.860 | ...   | ...   | ...   | ...   | ...   |
| 37    | Croazia         | 1.835 | 1.834 | 1.838 | 1.811 | 1.824 | 1.939 | 1.923 | ...   | ...   | ...   | ...   | ...   |
| 38    | Romania         | 1.838 | 1.806 | 1.803 | 1.787 | 1.786 | 1.849 | 1.852 | ...   | ...   | ...   | ...   | ...   |
| 39    | Grecia          | 1.872 | 1.731 | 1.917 | 1.961 | 1.947 | 1.950 | 1.992 | 2.005 | ...   | ...   | ...   | ...   |
| 40    | Russia          | ...   | 1.874 | 1.965 | 1.970 | 1.979 | 1.979 | 1.980 | ...   | ...   | ...   | ...   | ...   |
| 41    | Malta           | 1.882 | 1.902 | 2.063 | 1.972 | 1.943 | 2.069 | 2.156 | ...   | ...   | ...   | ...   | ...   |
| 42    | Corea del Sud   | 1.915 | 1.908 | 1.967 | 1.993 | 2.018 | 2.136 | ...   | ...   | ...   | ...   | ...   | ...   |
| 43    | Cile            | 1.916 | 1.825 | 1.930 | 1.956 | 1.963 | 2.050 | 2.242 | 2.419 | ...   | ...   | ...   | ...   |
| 44    | Colombia        | ...   | 1.964 | 2.272 | 2.283 | 2.284 | ...   | ...   | ...   | ...   | ...   | ...   | ...   |
| 45    | Costa Rica      | 2.073 | 1.913 | 2.060 | 2.121 | 2.179 | 2.285 | 2.329 | 2.272 | ...   | ...   | ...   | ...   |
| 46    | Messico         | 2.128 | 2.124 | 2.139 | 2.149 | 2.149 | 2.121 | 2.146 | 2.113 | ...   | ...   | ...   | ...   |

## Per regione

### Europa
Nella maggior parte dei paesi dell'Unione Europea, l'orario di lavoro sta gradualmente diminuendo. La direttiva sull'orario di lavoro dell'Unione Europea impone una settimana lavorativa massima di 48 ore che si applica a tutti gli stati membri ad eccezione di Malta (che ha un opt-out, il che significa che i dipendenti a Malta possono lavorare più di 48 ore se lo desiderano, ma non possono essere costretti a farlo). Uno dei motivi principali delle ore lavorate annuali inferiori in Europa è un numero relativamente elevato di ferie annuali retribuite. Il lavoro fisso prevede di norma da quattro a sei settimane di ferie.

### Francia
La Francia ha sperimentato nel 2000 un netto taglio dell'orario di lavoro legale o statutario dei dipendenti nel settore privato e pubblico da 39 ore settimanali a 35 ore settimanali, con l'obiettivo dichiarato di combattere la disoccupazione dilagante in quel momento. La legge 2000-37 sulla riduzione dell'orario di lavoro è anche chiamata legge Aubry, dal nome dell'allora ministro del lavoro. I dipendenti possono lavorare più di 35 ore alla settimana, ma in questo caso le aziende devono pagare loro bonus straordinari. Il premio, se determinato mediante contrattazione collettiva, non può essere inferiore al 10%. Se non viene firmato alcun accordo sull'orario di lavoro, il bonus legale deve essere del 25% per le prime 8 ore, poi sale al 50% per il resto. Compresi gli straordinari, l'orario massimo di lavoro non può superare le 48 ore settimanali e non deve superare le 44 ore settimanali per 12 settimane consecutive. In Francia la legge sul lavoro regola anche l'orario minimo di lavoro: i lavori a tempo parziale non dovrebbero consentire meno di 24 ore settimanali senza un contratto collettivo di settore. Questi accordi possono consentire un orario inferiore, a condizioni rigorose. Secondo le statistiche ufficiali (DARES), dopo l'introduzione della legge sulla riduzione dell'orario di lavoro, le ore settimanali effettive svolte dagli occupati a tempo pieno sono scese da 39,6 ore nel 1999, a un minimo di 37,7 ore nel 2002, per poi tornare gradualmente a 39,1 ore nel 2005.

### Grecia
Nel 2023 in Grecia è stata approvata una legge che aumenta l'orario di lavoro a 48 ore settimanali, con una maggiorazione dello stipendio mensile del 40% se le 8 ore aggiuntive sono rese di giorno non festivo e del 115% se sono prestate di giorno festivo.

### Corea del Sud
La Corea del Sud registra la riduzione più rapida dell'orario di lavoro nell'OCSE, che è il risultato della mossa proattiva del governo per ridurre l'orario di lavoro a tutti i livelli e aumentare il tempo libero e il tempo libero, che ha introdotto l'obbligo di quaranta ore e cinque giorni settimana lavorativa nel 2004 per le aziende con oltre 1.000 dipendenti. La settimana lavorativa di 40 ore si è estesa alle aziende con 300 o più dipendenti nel 2005, 100 o più dipendenti nel 2006, 50 o più nel 2007, 20 o più nel 2008 e una piena inclusione a tutti i lavoratori a livello nazionale nel luglio 2011. Il governo ha aumentato continuamente i giorni festivi a 16 giorni nel 2013, più dei 10 giorni degli Stati Uniti e il doppio degli 8 giorni del Regno Unito. Nonostante questi sforzi, l'orario di lavoro della Corea del Sud è ancora relativamente lungo, con una media di 1.967 ore all'anno nel 2019.

### Giappone
Le ore di lavoro in Giappone stanno diminuendo, ma molti giapponesi lavorano ancora per molte ore. L'indennità di straordinario non deve essere inferiore al 125% e non superiore al 150% della normale tariffa oraria. La dipendenza dal lavoro in Giappone è considerato un grave problema sociale che porta alla morte prematura, un fenomeno soprannominato karōshi, che significa "morte per troppo lavoro".

### Messico
Le leggi messicane impongono un massimo di 48 ore di lavoro a settimana, ma sono raramente osservate o applicate a causa di scappatoie nella legge, la volatilità dei diritti del lavoro in Messico e il suo sottosviluppo rispetto ad altri paesi membri dell'OCSE. In effetti, i dipendenti del settore privato spesso fanno gli straordinari senza ricevere un compenso per essi. La paura della disoccupazione e le minacce dei datori di lavoro spiegano in parte perché la settimana lavorativa di 48 ore non viene rispettata.

### Colombia
Gli articoli da 161 a 167 del codice del lavoro sostanziale in Colombia prevedono un massimo di 48 ore di lavoro a settimana. Inoltre, la legge rileva che i giorni lavorativi dovrebbero essere divisi in 2 sezioni per consentire una pausa, solitamente data come l'ora del pasto che non viene conteggiata come lavoro. In genere, c'è una pausa di 2 ore per il pranzo che si svolge dalle 12:00 alle 13:00. Nel giugno 2021, il Congresso colombiano ha approvato un disegno di legge per la riduzione della settimana lavorativa, da 48 a 42 ore, che sarà attuato in più fasi, dal 2023 al 2026.

### Spagna
La principale legge sul lavoro in Spagna, la legge sullo statuto dei lavoratori, limita la quantità di orario di lavoro che un dipendente è tenuto a svolgere. Nell'articolo 34 di questa legge sono stabilite un massimo di 9 ore giornaliere e 40 ore settimanali.
I dipendenti in genere ricevono 12 o 14 pagamenti all'anno, con circa 21 giorni di ferie. Secondo la legge spagnola, la Spagna detiene ciò che è noto come Convenios-Colectivos, la quale stabilisce che si applicano normative e leggi diverse in materia di settimana lavorativa e salario dei dipendenti in base al tipo di lavoro. Complessivamente si collocano al 13º posto per quanto riguarda la crescita del PIL internazionale.
Secondo uno studio dell'OCSE Better Life Index, il 4% dei lavoratori spagnoli lavora più di 50 ore settimanali, rispetto a una media dell'11% dei lavoratori nei paesi OCSE.
L'orario di lavoro è regolato dalla legge. La registrazione obbligatoria dell'orario di lavoro dei dipendenti è in vigore dal 2019 nel tentativo dei legislatori di eliminare gli straordinari non retribuiti e spingere per una maggiore trasparenza dell'orario di lavoro effettivo. Le pause non regolamentate durante la giornata lavorativa per il caffè o il fumo non possono essere documentate come orario di lavoro, secondo una sentenza del tribunale nazionale spagnolo nel febbraio 2020.

#### Tradizionale pausa di mezzogiorno
Tuttavia, uno degli aspetti interessanti della giornata lavorativa spagnola è la tradizionale presenza di una pausa all'ora di pranzo. A volte si pensa erroneamente che sia dovuto alla siesta, ma in realtà era dovuto ai lavoratori che tornavano dalle loro famiglie per il pasto principale di mezzogiorno. Quella pausa, tipicamente di 1 o 2 ore, è stata mantenuta nella cultura del lavoro perché nel dopoguerra la maggior parte dei lavoratori aveva due lavori per poter mantenere la propria famiglia. Seguendo questa tradizione, nelle città di piccole e medie dimensioni, ristoranti e attività commerciali chiudono durante questo periodo di 2-5 per la vendita al dettaglio e 4-8 per i ristoranti. Molti lavori d'ufficio consentono solo un'ora o anche mezz'ora di pausa per consumare il pasto nei ristoranti degli edifici per uffici o nelle sale da pranzo designate.
La maggior parte degli adulti sottolinea la mancanza di una siesta durante la tipica settimana lavorativa. Solo uno spagnolo su dieci fa un pisolino a metà giornata, una percentuale minore rispetto alle altre nazioni europee.

### Australia
In Australia, tra il 1974 e il 1997 non si è verificato alcun cambiamento significativo nella quantità media di tempo trascorso al lavoro dagli australiani in "prime working age" (cioè tra i 25 e i 54 anni di età). Durante tutto questo periodo, il tempo medio trascorso al lavoro dagli australiani in età lavorativa primaria (compresi quelli che non hanno trascorso del tempo al lavoro) è rimasto stabile tra le 27 e le 28 ore settimanali. Questa media immutabile, tuttavia, maschera una significativa ridistribuzione del lavoro dagli uomini alle donne. Tra il 1974 e il 1997, il tempo medio trascorso al lavoro dagli uomini australiani in prima età lavorativa è sceso da 45 a 36 ore settimanali, mentre il tempo medio trascorso al lavoro dalle donne australiane in prima età lavorativa è passato da 12 a 19 ore settimanali. Nel periodo precedente al 1997, la quantità di tempo che i lavoratori australiani trascorrevano al lavoro al di fuori dell'orario di lavoro dalle 9:00 alle 17:00 anche nei giorni feriali è aumentato.
Nel 2009, uno studio dell'Australia Institute ha riportato un rapido aumento del numero di ore lavorate. Lo studio ha rilevato che l'australiano medio ha lavorato 1855 ore all'anno al lavoro. Secondo Clive Hamilton dell'Australia Institute, questo orario supera persino il Giappone. L'Australia Institute ritiene che gli australiani lavorino il maggior numero di ore nel mondo sviluppato.
La settimana lavorativa di 38 ore è stata introdotta nel 1983.
La stragrande maggioranza dei dipendenti a tempo pieno in Australia fa ore di straordinari. Un sondaggio del 2015 ha rilevato che dei 7,7 milioni di lavoratori australiani a tempo pieno, 5 milioni lavorano più di 40 ore settimanali, inclusi 1,4 milioni che lavorano più di 50 ore settimanali e 270.000 che lavorano più di 70 ore.

### Stati Uniti d'America
Nel 2016, l'uomo medio impiegato a tempo pieno ha lavorato 8,4 ore al giorno e la donna media impiegata a tempo pieno ha lavorato 7,8 ore al giorno (considerando o giorni lavorativi). Non esiste un importo minimo obbligatorio di ferie retribuite per malattia o ferie, ma la maggior parte dei lavoratori civili a tempo pieno ha accesso a ferie retribuite.

Nel 1946, il governo degli Stati Uniti d'America aveva inaugurato la settimana lavorativa di 40 ore per tutti i dipendenti federali. A partire dal 1950, sotto l'amministrazione Truman, gli Stati Uniti d'America divennero la prima nazione industrializzata conosciuta a rinunciare esplicitamente (sebbene segretamente) e permanentemente a una riduzione dell'orario di lavoro. Date le esigenze militari e industriali della Guerra Fredda, gli autori dell'allora segreto Rapporto 68 del Consiglio di Sicurezza Nazionale (NSC-68) proposero al governo degli Stati Uniti d'America di intraprendere una massiccia espansione economica nazionale permanente che gli avrebbe permesso di "risucchiare" una parte dell'attività economica prodotta per sostenere un rafforzamento militare in corso per contenere l'Unione Sovietica. Nel suo messaggio annuale al Congresso del 1951, il presidente Truman dichiarò:
In termini di manodopera, i nostri attuali obiettivi di difesa richiederanno un aumento di quasi un milione di uomini e donne nelle forze armate entro pochi mesi, e probabilmente non meno di quattro milioni in più nella produzione della difesa entro la fine dell'anno. Ciò significa che un ulteriore 8% della nostra forza lavoro, e forse molto di più, sarà richiesto dalle esigenze di difesa diretta entro la fine dell'anno. Questo fabbisogno di manodopera richiederà sia l'aumento della nostra forza lavoro riducendo la disoccupazione e attirando donne e lavoratori anziani, sia l'allungamento dell'orario di lavoro nelle industrie essenziali. 
Secondo il Bureau of Labor Statistics, il lavoratore medio del settore privato non agricolo lavorava 34,5 ore settimanali a giugno 2012.
Come aveva predetto il messaggio del presidente Truman del 1951, la quota di donne lavoratrici è passata dal 30% della forza lavoro nel 1950 al 47% nel 2000, crescendo a un ritmo particolarmente rapido durante gli anni '70. Secondo un rapporto del Bureau of Labor Statistics pubblicato nel maggio 2002, "Nel 1950, il tasso complessivo di partecipazione delle donne era del 34 percento.... Il tasso è salito al 38 percento nel 1960, al 43 percento nel 1970, al 52 percento nel 1980, e il 58% nel 1990 e ha raggiunto il 60% entro il 2000. Si prevede che il tasso complessivo di partecipazione delle donne alla forza lavoro raggiungerà il suo livello più alto nel 2010, al 62%". L'inclusione delle donne nella forza lavoro può essere vista come un simbolo del progresso sociale così come dell'aumento della produttività americana e delle ore lavorate.
Tra il 1950 e il 2007 l'inflazione dei prezzi ufficiali è stata misurata all'861%. Il presidente Truman, nel suo messaggio al Congresso del 1951, predisse correttamente che il suo potenziamento militare "causerà intense e crescenti pressioni inflazionistiche". Utilizzando i dati forniti dal Bureau of Labor Statistics degli Stati Uniti d'America, Erik Rauch ha stimato che la produttività è aumentata di quasi il 400%. Secondo Rauch, "se la produttività significa qualcosa, un lavoratore dovrebbe essere in grado di guadagnare lo stesso tenore di vita di un lavoratore del 1950 in sole 11 ore settimanali".
Negli Stati Uniti d'America, l'orario di lavoro per i professionisti ad alto reddito è aumentato rispetto al 1965, mentre è diminuito l'orario di lavoro annuo totale per i lavoratori a basso reddito e poco qualificati. Questo effetto è talvolta chiamato "divario per il tempo libero" (leisure gap).
L'orario di lavoro medio delle coppie sposate – di entrambi i coniugi presi insieme – è passato da 56 ore nel 1969 a 67 ore nel 2000.

#### Regole per gli straordinari
Molti lavoratori professionisti impiegano più ore rispetto allo standard di quaranta ore. In settori professionali come l'investment banking e i grandi studi legali, una settimana lavorativa di quaranta ore è considerata inadeguata e può comportare la perdita del lavoro o la mancata promozione. I medici residenti negli Stati Uniti d'America lavorano regolarmente per lunghe ore come parte della loro formazione.
Le politiche sulla settimana lavorativa non sono uniformi negli Stati Uniti d'America. Molti accordi di compensazione sono legali e tre dei più comuni sono schemi di pagamento di salari, commissioni e stipendi. I salariati sono retribuiti su base oraria, mentre i lavoratori dipendenti sono retribuiti su base settimanale o per lavoro e i lavoratori su commissione vengono pagati in base a quanto producono o vendono.
Nella maggior parte dei casi, i salariati e i dipendenti di livello inferiore possono essere legalmente obbligati da un datore di lavoro a lavorare più di quaranta ore alla settimana; tuttavia, vengono pagati in più per il lavoro aggiuntivo. Molti lavoratori dipendenti e personale di vendita con commissioni pagate non sono coperti dalle leggi sugli straordinari. Queste sono generalmente chiamate posizioni "esentanti", perché sono esenti dalle leggi federali e statali che impongono una retribuzione extra per il tempo extra lavorato. Le regole sono complesse, ma generalmente i lavoratori esenti sono dirigenti, professionisti o addetti alle vendite. Ad esempio, gli insegnanti delle scuole non sono pagati in più per le ore di lavoro extra. Gli imprenditori e gli appaltatori indipendenti sono considerati lavoratori autonomi e nessuna di queste leggi si applica a loro.
Generalmente, i lavoratori sono pagati una volta e mezza (time-and-a-half), o 1,5 volte il salario base del lavoratore, per ogni ora di lavoro oltre le quaranta. Anche la California applica questa regola per lavorare più di otto ore al giorno, ma le esenzioni e le eccezioni limitano notevolmente l'applicabilità di questa legge.
In alcuni stati, le aziende sono tenute a pagare il doppio del tempo, o il doppio della tariffa base, per ogni ora di lavoro oltre le 60, o ogni ora di lavoro oltre le 12 in un giorno in California, fatte salve anche numerose esenzioni ed eccezioni. Ciò fornisce un incentivo per le aziende a limitare l'orario di lavoro, ma rende queste ore aggiuntive più desiderabili per il lavoratore. Non è raro che le ore di straordinario vengano accettate volontariamente dai lavoratori salariati. I sindacati spesso trattano gli straordinari come una merce desiderabile quando negoziano su come suddividere queste opportunità tra i membri del sindacato.

### Brasile[62][63]
Il Brasile ha una settimana lavorativa di 44 ore, normalmente 8 ore al giorno e 4 ore il sabato o 8,8 ore al giorno. I lavori senza interruzione per il pasto o con interruzione per il pasto in servizio sono di 6 ore al giorno. I dipendenti pubblici lavorano 40 ore settimanali.
Le pause pranzo durano un'ora e di solito non vengono conteggiate come lavoro. Un orario di lavoro tipico è 8:00 o 9:00–12:00, 13:00–18:00. Nelle città più grandi, i lavoratori pranzano sul posto di lavoro o nelle vicinanze, mentre alcuni lavoratori nelle città più piccole possono tornare a casa per pranzo.
Una vacanza di 30 giorni è obbligatoria per legge. Le ferie variano a seconda del comune con circa 13-15 ferie all'anno.

### Cina continentale
La Cina ha adottato una settimana di 40 ore, eliminando il lavoro di mezza giornata il sabato.
Tradizionalmente, i cinesi hanno lavorato nella loro storia per molte ore e questo ha portato a molte morti per eccessivo lavoro, con i media statali che nel 2014 hanno riferito che 600.000 persone morivano improvvisamente ogni anno, alcune di loro morivano per eccessivo lavoro. Nonostante ciò, secondo quanto riferito, le ore di lavoro sono diminuite per circa tre decenni a causa dell'aumento della produttività, di migliori leggi sul lavoro e della diffusione del fine settimana di due giorni. La tendenza ha interessato sia le fabbriche che le aziende dei colletti bianchi che hanno risposto alle crescenti richieste di orari di lavoro più facili.
Il sistema delle 996 ore di lavoro, come è noto, è quello in cui i dipendenti lavorano dalle 09:00 alle 21:00, sei giorni alla settimana, escluse due ore di pranzo e pisolino durante il mezzogiorno e un'ora di cena la sera. Il fondatore di Alibaba Jack (Yun) Ma e il fondatore di JD.Com Richard (Qiangdong) Liu elogiano entrambi il programma 996, affermando che tale programma ha aiutato i giganti della tecnologia cinese come Alibaba e Tencent a crescere per diventare ciò che sono oggi.

### Hong Kong
Hong Kong non ha una legislazione relativa all'orario di lavoro massimo e normale. L'orario di lavoro settimanale medio dei dipendenti a tempo pieno a Hong Kong è di 49 ore. Secondo il Price and Earnings Report 2012 condotto da UBS, mentre la media globale e regionale era rispettivamente di 1.915 e 2.154 ore all'anno, l'orario di lavoro medio a Hong Kong è di 2.296 ore all'anno, che si è classificata come la quinta giornata lavorativa più lunga ore tra 72 paesi oggetto di studio. Inoltre, dal sondaggio condotto dal gruppo di studio sull'opinione pubblica dell'Università di Hong Kong, il 79% degli intervistati concorda sul fatto che il problema del lavoro straordinario a Hong Kong è "grave" e il 65% degli intervistati sostiene la normativa sull'orario massimo di lavoro. A Hong Kong, il 70% degli intervistati non riceve alcun compenso per gli straordinari. Questi mostrano che le persone a Hong Kong si preoccupano delle questioni relative all'orario di lavoro. Quando Hong Kong ha implementato la legge sul salario minimo nel maggio 2011, l'amministratore delegato, Donald Tsang, della regione amministrativa speciale ha promesso che il governo standardizzerà l'orario di lavoro a Hong Kong.
Il 26 novembre 2012, il dipartimento del lavoro della RAS di Hong Kong ha pubblicato il "Rapporto dello studio politico sull'orario di lavoro standard". La relazione copre tre aree principali, tra cui: (1) i regimi e l'esperienza di altri luoghi nella regolamentazione dell'orario di lavoro, (2) le ultime situazioni dell'orario di lavoro dei dipendenti in diversi settori e (3) la stima del possibile impatto dell'introduzione di standard di lavoro un'ora a Hong Kong. Sotto i parametri selezionati, dal più flessibile al più rigoroso, l'aumento stimato del costo del lavoro varia da 1,1 miliardi a 55 miliardi di HKD e interessa da 957.100 (36,7% del totale dei dipendenti) a 2.378.900 (91,1% del totale) dipendenti.
Vari settori della comunità mostrano preoccupazione per l'orario di lavoro standard a Hong Kong. I punti sono così riassunti:

#### Organizzazioni del lavoro
La Commissione cattolica per gli affari del lavoro di Hong Kong sollecita il governo a legiferare sull'orario di lavoro standard a Hong Kong e suggerisce uno standard di 44 ore, massimo 54 ore lavorative in una settimana. L'organizzazione ritiene che l'orario di lavoro prolungato influisca negativamente sulla vita familiare e sociale e sulla salute dei dipendenti; indica inoltre che l'attuale ordinanza sull'occupazione non disciplina la retribuzione degli straordinari, i limiti dell'orario di lavoro né la retribuzione dei giorni di riposo, il che può tutelare i diritti dei lavoratori.

#### Imprese e organizzazioni correlate
In generale, il settore delle imprese concorda sul fatto che è importante raggiungere l'equilibrio tra lavoro e vita privata, ma non supporta una legislazione per regolare il limite dell'orario di lavoro. L'amministratore delegato del Century Environmental Services Group, Catherine Yan, ha dichiarato: "I dipendenti potrebbero voler lavorare di più per ottenere uno stipendio più alto per motivi finanziari. Se viene approvata la legislazione sull'orario di lavoro standard, i datori di lavoro dovranno pagare uno stipendio più alto ai dipendenti e quindi i datori di lavoro possono scegliere di segmentare le attività lavorative al datore di lavoro più dipendenti a tempo parziale invece di fornire la retribuzione degli straordinari ai dipendenti". Pensa che questo porterà a una situazione in cui i dipendenti potrebbero aver bisogno di trovare due lavori part-time per guadagnarsi da vivere, facendoli perdere più tempo nel trasporto da un lavoro all'altro.
Il presidente della Camera di commercio generale di Hong Kong, Chow Chung-kong, ritiene che sia così difficile implementare orari di lavoro standard che si applichino "a tutto campo", in particolare, a contabili e avvocati. Inoltre, ritiene che l'orario di lavoro standard possa ridurre l'orario di lavoro dei singoli dipendenti e non aumenterebbe il loro reddito effettivo. Potrebbe anche portare a un aumento del numero di lavoratori part-time nel mercato del lavoro.
Secondo uno studio condotto congiuntamente dal Business, Economic and Public Affairs Research Center e dall'Enterprise and Social Development Research Center dell'Università Shue Yan di Hong Kong, il 16% delle aziende intervistate ritiene che si possa prendere in considerazione una politica dell'orario di lavoro standard e il 55% pensa che sarebbe difficile implementare orari di lavoro standard nelle imprese.
Il rappresentante del datore di lavoro nel comitato consultivo del lavoro, Stanley Lau, ha affermato che l'orario di lavoro standard cambierà completamente il contesto imprenditoriale di Hong Kong, influirà sulle piccole e medie imprese e indebolirà la competitività delle imprese. Crede che il governo possa incoraggiare i datori di lavoro a pagare gli straordinari e non è necessario regolamentare l'orario di lavoro standard.

#### Partiti politici
Dal 17 al 18 ottobre 2012, i membri del Consiglio legislativo di Hong Kong hanno discusso della mozione "legislazione per la regolamentazione dell'orario di lavoro". Cheung Kwok-che ha proposto la mozione "Ovvero il Consiglio sollecita il governo a presentare un disegno di legge sulla regolamentazione dell'orario di lavoro all'interno di questa sessione legislativa, il cui contenuto deve includere il numero di ore settimanali standard e la retribuzione degli straordinari". Poiché la mozione non è stata approvata sia dai collegi funzionali che da quelli geografici, è stata respinta.
La Federazione dei sindacati di Hong Kong ha suggerito una settimana lavorativa standard di 44 ore con una retribuzione degli straordinari di 1,5 volte la retribuzione normale. Ritiene che la regolamentazione dell'orario di lavoro standard possa impedire ai datori di lavoro di costringere i dipendenti a lavorare (straordinari) senza retribuzione.
Elizabeth Quat dell'Alleanza democratica per il miglioramento e il progresso di Hong Kong (DAB), riteneva che l'orario di lavoro standard fosse una politica del lavoro e non fosse correlato a politiche favorevoli alla famiglia. Il vicepresidente di Young DAB, Wai-hung Chan, ha affermato che l'orario di lavoro standard comporterebbe limitazioni per le piccole e medie imprese. Ha pensato che il governo dovrebbe discutere di più l'argomento con il pubblico prima di legiferare sull'orario di lavoro standard.
Il Partito Democratico ha suggerito una settimana lavorativa standard di 44 ore e la retribuzione obbligatoria degli straordinari per aiutare a raggiungere l'equilibrio tra lavoro, riposo e intrattenimento delle persone a Hong Kong.
Il partito laburista credeva che la regolamentazione dell'orario di lavoro potesse aiutare a raggiungere un equilibrio tra lavoro e vita privata. Suggerisce una giornata lavorativa di 8 ore, una settimana lavorativa standard di 44 ore, una settimana lavorativa massima di 60 ore e una retribuzione per gli straordinari pari a 1,5 volte la retribuzione normale.
Poon Siu-ping della Federazione di Hong Kong e dei sindacati di Kowloon ha pensato che fosse possibile fissare un limite di orario di lavoro per tutti i settori; e la regolamentazione sull'orario di lavoro può garantire il pagamento degli straordinari da parte dei datori di lavoro ai dipendenti e proteggere la salute dei dipendenti.
Il partito civico suggerisce di "studiare attivamente l'impostazione dell'orario di lavoro standard settimanale a 44 ore per allinearsi con le politiche a favore della famiglia" nelle elezioni LegCo 2012.
Il membro di Economic Synergy, Jeffery Lam, ritiene che l'orario di lavoro standard inciderebbe negativamente sulla produttività, tenderebbe il rapporto datore di lavoro-dipendente e aumenterebbe la pressione affrontata dalle imprese che soffrono di lavoratori inadeguati. Non sostiene il regolamento sull'orario di lavoro nella sua situazione attuale.

##### Governo
Matthew Cheung Kin-chung, Segretario per il Lavoro e il Welfare Bureau, ha affermato che il Consiglio esecutivo ha già ricevuto il rapporto del governo sull'orario di lavoro a giugno, e il Comitato consultivo del lavoro e il Gruppo legislativo per la forza lavoro riceveranno il rapporto rispettivamente a fine novembre e dicembre. Il 26 novembre 2012, il Dipartimento del lavoro ha pubblicato il rapporto e il rapporto copriva i regimi e l'esperienza di praticare l'orario di lavoro standard in regioni selezionate, le attuali situazioni dell'orario di lavoro in diversi settori e la valutazione dell'impatto dell'orario di lavoro standard. Inoltre, Matthew Cheung ha affermato che il governo formerà un comitato ristretto entro il primo trimestre del 2013, che includerà funzionari governativi, rappresentanti dei sindacati e delle associazioni dei datori di lavoro, accademici e leader della comunità, per indagare sulle questioni correlate. Ha anche affermato che "forse sarebbe irrealistico" presentare un disegno di legge per l'orario di lavoro standard nei prossimi uno o due anni.

##### Accademici
Yip Siu-fai, professore del Dipartimento di lavoro sociale e amministrazione sociale di HKU, ha notato che professioni come infermieristica e contabilità hanno orari di lavoro lunghi e che ciò può influire sulla vita sociale delle persone. Crede che l'orario di lavoro standard potrebbe aiutare a dare a Hong Kong posti di lavoro più adatti alle famiglie e ad aumentare i tassi di fertilità. Randy Chiu, Professore del Dipartimento di Management della HKBU, ha affermato che l'introduzione di orari di lavoro standard potrebbe evitare orari di lavoro eccessivamente lunghi dei dipendenti. Ha anche affermato che oggigiorno Hong Kong raggiunge quasi la piena occupazione, ha un prezzo di affitto elevato e una forte inflazione, un salario minimo introdotto ed è influenzata da una cupa economia globale; ha anche ricordato che sono necessarie considerazioni globali sulle situazioni macroeconomiche e ha sottolineato che forse è inappropriato adottare una regolamentazione dell'orario di lavoro come esemplificato in altri paesi a Hong Kong.
Lee Shu-Kam, Professore Associato del Dipartimento di Economia e Finanza di HKSYU, ritiene che l'orario di lavoro standard non possa garantire un "equilibrio tra lavoro e vita privata". Ha sottolineato che nei settori e nelle regioni in cui l'elasticità salariale è bassa, gli effetti dell'orario di lavoro standard sulla riduzione dell'orario di lavoro effettivo e sull'aumento dei salari sono limitati: per le regioni dove l'offerta di lavoro è inadeguata, l'orario di lavoro standard può proteggere i benefici dei dipendenti ma causare disoccupazione; ma per le regioni (come il Giappone) dove il problema non esiste, l'orario di lavoro standard porterebbe solo alla disoccupazione. Inoltre, ha affermato che l'effetto dell'orario di lavoro standard è simile a quello di (ad esempio) pagare gli straordinari, spingendo i dipendenti a favorire maggiormente il lavoro straordinario. In questo senso, l'introduzione dell'orario di lavoro standard non corrisponde al suo principio: accorciare il tempo di lavoro e aumentare il tempo libero dei dipendenti. Credeva che il punto chiave fosse aiutare i dipendenti a raggiungere l'equilibrio tra lavoro e vita privata e ottenere una situazione vantaggiosa per datori di lavoro e dipendenti.
Francis Lui, Direttore e Professore del Dipartimento di Economia dell'Università della Scienza e della Tecnologia di Hong Kong, ritiene che l'orario di lavoro standard possa non ridurre l'orario di lavoro, ma aumentare la disoccupazione. Ha usato il Giappone come esempio per illustrare che l'implementazione dell'orario di lavoro standard ha abbassato la produttività pro capite e demotivato l'economia. Ha anche affermato che anche se l'orario di lavoro standard può ridurre l'orario di lavoro settimanale dei dipendenti, potrebbe essere necessario lavorare per più anni per guadagnare una quantità di denaro sufficiente per il pensionamento, ovvero ritardare la loro età pensionabile. L'orario di lavoro totale nel corso della vita potrebbe non cambiare.
Lok-sang Ho, professore di economia e direttore del Center for Public Policy Studies della Lingnan University, ha sottolineato che "poiché dipendenti diversi svolgono vari lavori e sotto diversi gradi di pressione, potrebbe non essere appropriato stabilire orari di lavoro standard a Hong Kong "; e ha proposto una settimana lavorativa massima di 50 ore per tutelare la salute dei lavoratori.

### Taiwan
Nel 2018, Taiwan ha registrato la quarta ora di lavoro più lunga del mondo e la seconda in Asia, con un numero medio di ore lavorative di 2.033 ore. C'era stata una riduzione delle ore di lavoro di 122 dal 2008 al 2018.

### Malesia
Dal 1º settembre 2022, l'orario di lavoro settimanale in Malesia è stato ridotto da 48 ore a 45 ore dopo che è stato promulgato nel Dewan Negara.

### Singapore
Singapore ha una giornata lavorativa normale di 8 ore (9 ore compresa l'ora di pranzo), una settimana lavorativa normale di 45 ore e una settimana lavorativa massima di 48 ore. Se il dipendente lavora non più di cinque giorni alla settimana, la normale giornata lavorativa del dipendente è di 9 ore e la settimana lavorativa è di 44 ore. Inoltre, se il numero di ore prestate dal lavoratore è inferiore a 44 ore a settimana alternata, il limite di 44 ore settimanali può essere superato nell'altra settimana. Tuttavia, ciò è soggetto alla pre-specificazione nel contratto di servizio e il massimo non deve superare le 48 ore settimanali o le 88 ore in un periodo di due settimane consecutive. Inoltre, un lavoratore turnista può lavorare fino a 12 ore al giorno, a condizione che le ore lavorative medie settimanali non superino le 44 nell'arco di tre settimane consecutive. L'indennità di straordinario per ora di straordinario non deve essere inferiore a 1,5 volte la tariffa base oraria del dipendente.

### Altro
- Il popolo Kapauku di Papua pensa che porti sfortuna lavorare due giorni consecutivi.
- I !Kung lavorano due giorni e mezzo alla settimana, raramente più di sei ore al giorno[100].
- La settimana lavorativa a Samoa è di circa 30 ore[101].

## Intelligenza artificiale e robotica
L'intelligenza artificiale e la robotica minacciano di sostituire e rendere superfluo il lavoro di un elevato numero di persone. 
Per evitare una disoccupazione di e sostenere la domanda di mercato interna di beni di consumo, varie organizzazioni sindacali nel mondo occidentale e think tank politici hanno proposto di redistribuire i guadagni di produttività marginale del lavoro a favore dei lavoratori, mediante una riduzione dell'orario medio settimanale a parità di salario.